# Il·liris
Els il·liris són un poble protohistòric dels Balcans, d'origen indoeuropeu, familiars dels tracis i dels dacis. El seu nom i la seva llengua, l'il·liri, procedeix del grec Iλλuptof (i també Hillyrici) i s'aplicà a les tribus que ocupaven les actuals Dalmàcia, Bòsnia i Albània, i només ens és coneguda mitjançant rastres deixats en l'onomàstica de la regió, en particular en la toponímia.

Il·líria abans de la conquesta romana

El fet d'ocupar els il·liris, des del moment que pot donar-se aquest nom a un poble determinat, el territori del Danubi mitjà, ha fet pensar en la possibilitat de donar ja el nom d'il·liris a les gents que en el Neolític i Eneolític desenvoluparen la cultura conceràmica d'espirals i meandres d'aquella regió. Però en realitat llavors els pobles indogermànics encara no poden ser diferenciats. Només pot, doncs, dir-se que els il·liris pertanyen al grup indogermànic oriental caracteritzat per les llengües anomenades satem i que sembla que romangueren en un lloc proper al d'origen i formació dels indogermànics.

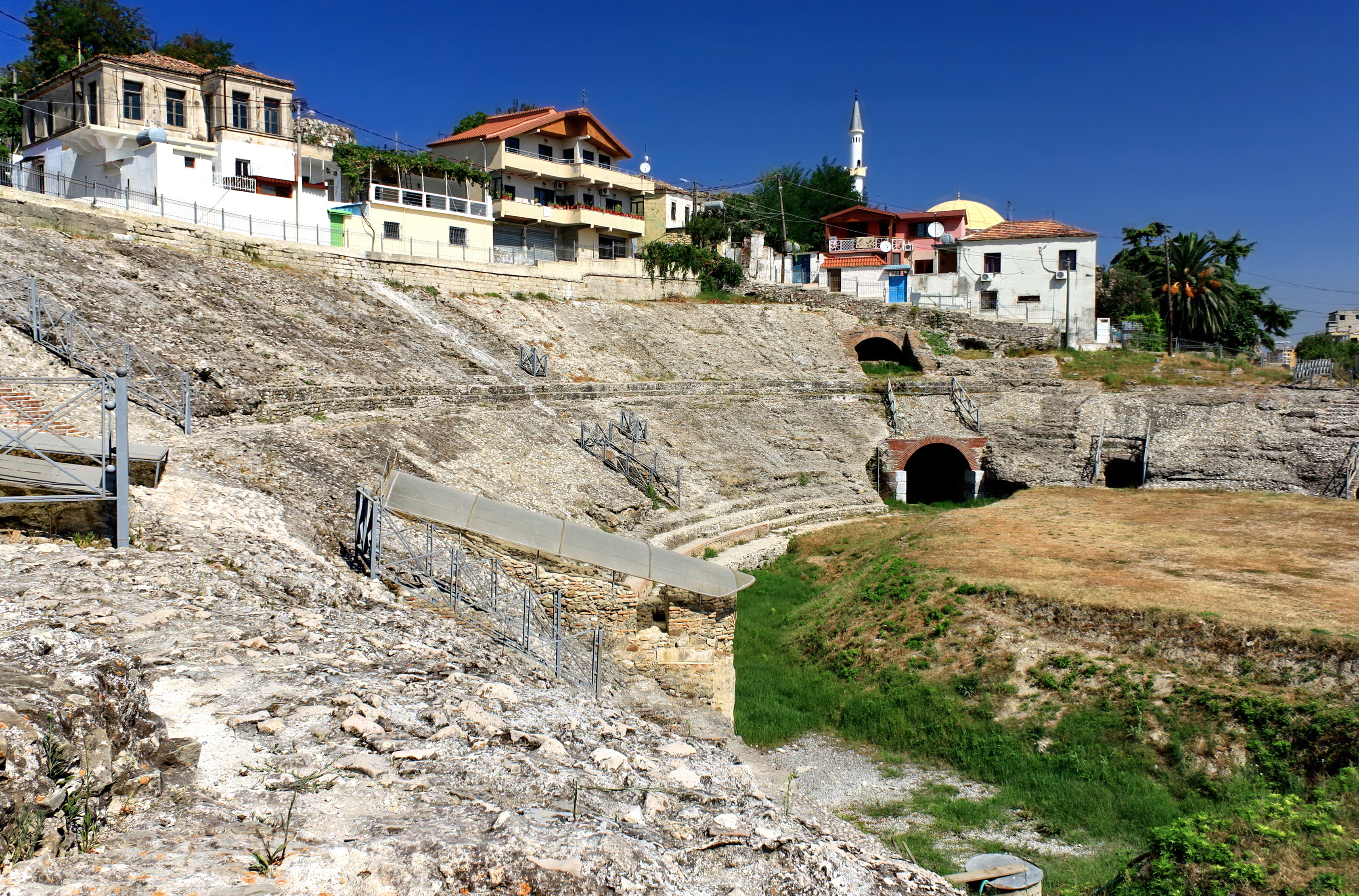
Amfiteatre de Durrës

Això no obstant, ja en el neolític es desprengueren algunes branques del grup que més s'hauria d'anomenar il·liri, tals són els messapis o iapigis del sud d'Itàlia. Ja es pot parlar concretament d'il·liris en l'edat del bronze, en què ocupen la regió del Danubi central; arriben al final d'aquesta edat i principis del ferro a una època de gran floriment i expansió. Segurament per la seva pressió, els doris envaeixen Grècia, i poc de temps després els il·liris directament envien nous elements a Itàlia (els vènets). També sembla il·liri el poble de la cultura del Lusàcia (que florí en el territori al sud de Brandenburg, Silèsia i oest de Polònia).
Al principi de l'edat de ferro continua sent gran la seva importància. Llavors s'estenen per l'oest: ocupen l'altiplà suís i arriben fins al Rin; són segurament aquestes invasions les que determinaren el gran moviment dels celtes en direcció al centre i sud de França i, per consegüent, vers la península Ibèrica. Els nuclis més rics de la cultura hallstàttica són il·liris, entre ells la mateixa necròpoli d'Hallstatt a la Baixa Àustria. Aquestes grans necròpolis d'incineració amb abundants ofrenes d'armes i ornaments decorats, uns i altres amb elements originals i propis, ens parlen d'una grau de cultura summament avançat.
L'ornament en espiral aplicat a la decoració de tota classe d'objectes ve encara a recordar, amb una sèrie de segles, els primitius espirals de la cultura del Danubi. La influència de la cultura il·lírica sobre la cèltica fou extraordinària, fins al punt que moltes vegades l'hallstàttic s'ha pres per genuïnament cèltic. En la segona edat del ferro els il·lírics perden importància: passen el paper preponderant als celtes i la seva cultura de La Tène. Experimenten grans pèrdues territorials: no tan sols són absorbides les avançades il·líriques del Rin, sinó que el mateix territori del Danubi és envaït pels celtes (bois de Bohèmia i d'altres). Poc se sap dels il·liris per les fonts escrites de l'antiguitat. S'ha volgut relacionar-los amb els grecs fonamentant-ne la llegenda segons la qual Cadme i Harmonia s'establiren a Il·líria. Heròdot els pinta com bàrbars, coneixent els tatuatges i els sacrificis humans; les dones gaudien d'una alta posició social i fins i tot arribaven a gaudir de poder polític, i realment s'han conservat un gran nombre de noms de reines.
La seva llengua és poc coneguda; pertany al grup indogermànic i és l'antecessora de l'actual albanès, encara que en aquest últim idioma s'han exercit influències estranyes; també es pot comprovar les seves relacions amb les llengües parlades pels messapis i els vènets. Es creu que existien dues zones lingüístiques a Il·líria, la del nord, de què depenia el Vèneto, i la del sud, representada pel messapi i l'actual albanès. Altres solucions donades al problema dels il·liris avui han de ser rebutjades. Ja en època històrica els il·liris pateixen la irrupció d'altres elements, especialment celtes, dels quals es coneix els noms d'algunes de les tribus (dàlmates, dessarets, taulantis, desiciates, ditions, etc.).
En una època primera estigueren en relació amb els navegants grecs, els quals fundaren a la costa de Dalmàcia diverses colònies (Apol·lònia, Epidamnus (avui Durrës): prospera especialment el port de Salona (des del segle xx, Solin). Les tribus il·líriques no apareixen unides enfront de l'invasor romà, o bé formaren unions poc extenses i duradores.